# The Monkees
The Monkees was een Amerikaanse popband die furore maakte in de jaren zestig met de gelijknamige televisieshow. De reeks verscheen op 12 september 1966 voor het eerst op de Amerikaanse televisie en werd gedurende twee seizoenen uitgezonden door de NBC. De laatste aflevering was op 19 augustus 1968. In Nederland was de serie in 1966 bij de AVRO te zien.

## Televisieserie
De show, grotendeels gemodelleerd naar de Beatles-film A Hard Day's Night (1964), toont de belevenissen en muziek van een min of meer fictieve popgroep. De vier jonge mannen, die The Monkees vormden, waren de in Engeland geboren Davy Jones, en de Amerikanen Micky Dolenz, Michael Nesmith en Peter Tork. Ze werden geselecteerd naar aanleiding van een advertentie waarin werd gevraagd om acteurs voor de rol van vier gekke jongens ("four insane boys"). Nesmith en Tork waren destijds allebei professionele muzikanten, maar Dolenz en Jones waren vooral bekend als acteur. Wel hadden alle vier een opleiding als acteur en muzikant gevolgd voordat de pilotaflevering werd opgenomen. Hierdoor was het niet moeilijk om er als een echte band uit te zien, hoewel voor de originele opnamen alleen hun eigen stemgeluid werd gebruikt.
In de serie werden technieken gebruikt die men zelden zag op de televisie: het doorbreken van de vierde wand, het praten tegen de camera (soms zelfs tegen personen in de studio), fantasiescènes, sprongovergangen en minstens een keer per aflevering een muzikaal intermezzo dat vaak niets met de verhaallijn te maken had. In feite bevatten de episodes veel elementen die pas veel later zouden terugkeren in videoclips. Dit soort gekte kwam ook terug in de stripverhalen over de groep, zoals onder meer gepubliceerd in stripblad TV2000, dat dit ontleende aan Lady Penelope, een Brits stripblad voor meisjes.
The Monkees werd gemaakt door mensen die later op andere manieren roem zouden vergaren. Producers Bert Schneider en Bob Rafelson maakten Easy Rider. Rafelson regisseerde daarnaast onder andere de films Five Easy Pieces en The King of Marvin Gardens. De eerste aflevering werd geschreven door Paul Mazursky en Larry Tucker, bekend van Bob & Carol & Ted & Alice. Rafelson zou de vier Monkees later nog een keer regisseren, in de speelfilm Head (1968), naar een script van Bob Rafelson en de nog betrekkelijk onbekende Jack Nicholson. De film werd geen commercieel succes, maar verwierf een cult-status.

## Band

### 1966-1970
Als band scoorden The Monkees diverse hits waaronder I'm a Believer, (I'm Not Your) Steppin' Stone, Daydream Believer en Last Train to Clarksville. Een enkel nummer had zelfs een sociaal-kritische inslag, zoals Pleasant Valley Sunday. Er verschenen negen albums waarvan vijf met de originele bezetting; Tork hield het eind 1968 - nadat de televisieshow was gestopt - voor gezien, en anderhalf jaar later liet Nesmith in een speelgoedreclame doorschemeren dat ook hij het welletjes vond. Dolenz en Jones namen als duo het album Changes op, daarna besloot de platenmaatschappij er een punt achter te zetten.

### 1975-1976; reünie I
In 1975 deed men een eerste poging om de Monkees weer bijeen te brengen na het herhalen van de televisieserie en het uitbrengen van een verzamelalbum. Alleen Dolenz en Jones toonden interesse; in 1976 brachten ze een album uit met tekstschrijvers Tommy Boyce en Bobby Hart. Vanwege een rechtenkwestie mochten ze de naam Monkees niet gebruiken. Speciaal voor fanclubleden namen Dolenz en Jones een kerstsingle op met Tork na diens gastoptreden bij het concert van 4 juli 1976.

### 1986-heden; reünie II
In 1986 organiseerde muziekzender MTV een marathon-uitzending van de Monkees-show, waardoor er tijdelijk weer interesse ontstond voor de legendarische groep, zowel bij de oorspronkelijke fans als bij hun kinderen. De concerten, die als antwoord daarop werden georganiseerd, raakten dan ook meteen uitverkocht. Ook een nieuw album - Pool It - bleef niet uit, maar sloeg minder aan. De Monkees kwamen in 1989 naar Nederland voor het Goud van Oud-festival en onthulden datzelfde jaar een ster op de Hollywood Boulevard. Nesmith deed in eerste instantie alleen mee als gast tijdens de toegift in Los Angeles, maar bij het dertigjarig jubileum was hij volop aanwezig; de band bracht toen het album Justus uit waarvan enkele nummers te horen waren in de door Nesmith geproduceerde tv-special Hey Hey, It's The Monkees. Nesmith trok zich na een tournee door Engeland in 1997 weer terug; hij zou een script schrijven voor een tweede Monkees-film, maar nadat dit niet doorging hield hij zich vijftien jaar lang afwezig. In 2001 haakte ook Tork af; tot aan het 45-jarig jubileum trad hij op met zijn eigen band en overwon hij kanker.

#### Overlijden van Davy Jones
Davy Jones overleed op 29 februari 2012 op 66-jarige leeftijd in Florida aan de gevolgen van een hartaanval.

#### Vijftigjarig jubileum
Ter gelegenheid van het vijftigjarig jubileum verscheen het album Good Times met niet eerder uitgegeven nummers en een postuum afgemaakte opname van Jones. Dolenz is nu de enige constante factor; tijdens de tournee van 2016-2017 trad hij afwisselend op met Tork en Nesmith die beiden ook andere verplichtingen hadden. Slechts anderhalve maal stonden ze alle drie op het podium waaronder het slotconcert op 16 september 2016.

#### The Monkees Present: The Mike & Micky Show
In de zomer van 2018 toerden Nesmith en Dolenz als duo; Tork deed niet mee omdat hij zijn laatste solo-album wilde promoten. De tournee werd in juni afgebroken omdat Nesmith een viervoudige bypass-hartoperatie onderging. De resterende vier concerten werden ingehaald tijdens de tournee van 2019.

#### Christmas Party
Op 12 oktober 2018 verscheen het album Christmas Party met onder meer gastbijdragen van Andy Partridge van de Britse band XTC. Wederom staan er twee postuum afgemaakte nummers op van Davy Jones.

#### Overlijden van Peter Tork
Peter Tork (echte naam Peter Halsten Thorkelson) overleed op 21 februari 2019 thuis in Mansfield, Connecticut op 77-jarige leeftijd aan de gevolgen van ACC (adenoid cystic carcinoma), een zeldzame vorm van kanker.

#### An Evening with the Monkees
Wegens succes kondigden Dolenz en Nesmith een nieuwe reeks optredens aan; An Evening with The Monkees ging begin 2020 van start.

#### Overlijden van Michael Nesmith
Michael Nesmith overleed in december 2021 op 78-jarige leeftijd.

## Kritiek
Hoewel critici vonden dat de Monkees een slap aftreksel was van The Beatles, zou John Lennon een fan zijn geweest. De acteurs zelf klaagden destijds dat ze van de producers geen gelegenheid kregen om zelf hun instrumenten te bespelen op hun albums, hoewel ze wel hun zangpartijen en de arrangementen daarvan voor hun rekening namen. Aangevoerd door Nesmith kwamen ze dan ook in opstand en vanaf het derde album (Headquarters) bespeelden de vier Monkees hun eigen instrumenten. Deze opstand kwam de relatie tussen de Monkees en de mensen op de achtergrond die de beslissingen namen, niet ten goede. Om te laten zien wie er werkelijk de baas waren, brachten de producers een afgekeurd Monkees-liedje uit, dat voorzien van een tekenfilm-videoclip een grote hit werd. Dit nummer was Sugar, Sugar van The Archies.
Liefhebbers wezen er op dat The Monkees hun goede smaak toonden door gebruik te maken van de beste liedjesschrijvers van hun tijd onder wie Neil Diamond, Gerry Goffin, Carole King, Barry Mann en Cynthia Weil. The Monkees, bewonderaars van Jimi Hendrix, wisten de "Jimi Hendrix Experience" onder de aandacht te brengen van het Amerikaanse publiek door Hendrix op te nemen in het voorprogramma tijdens hun tournee van 1967. Hendrix kon die publiciteit wel gebruiken, maar de fans van de Monkees moesten er niets van hebben. Na enige optredens ging Hendrix zijn eigen weg.

## Invloed van The Monkees
The Monkees kunnen worden gezien als een directe voorloper van "geprefabriceerde" bands die ook in de 21e eeuw nog in de hitlijsten zijn te vinden. Velen beluisteren nog altijd hun muziek. In het toneelstuk The Prefab Four, van het theaterorkest Orkater uit 2003, werden The Monkees – gespeeld door Nederlandse acteurs – nog eens 'samengebracht' voor een comeback. Saillant detail daarbij was dat ze na afloop van het toneelstuk nog een toegift speelden, niet van de Monkees, maar "iets dat echt goed is", Back in the USSR van The Beatles. De formule van een band die uit een televisieprogramma voortkomt werd later nog eens herhaald in het programma Starmaker.

## Tekst van de herkenningsmelodie
Hey! Hey! We're the Monkees!
People say we monkey around!
But we're too busy singin' 
To put anybody down!

## Trivia
Stephen Stills heeft een mislukte poging gedaan om een van The Monkees te worden. Hij werd afgewezen, niet wegens een gebrek aan talent, maar als gevolg van een conflict met zijn bestaande contract met een muziekuitgeverij. In plaats daarvan beval hij zijn vriend, multi-instrumentalist Peter Tork aan.
Micky Dolenz genoot onder het pseudoniem Mickey Braddock bekendheid als acteur voordat hij als muzikant doorbrak met The Monkees. Hij speelde de hoofdrol in de televisieserie Circus Boy, in Nederland uitgezonden als Corky van het Circus.
In de tijd dat The Monkees de hitlijsten bestormden, brak in Engeland een jongeman door, die ook naar de naam Davy Jones luisterde. Om verwarringen te voorkomen nam hij een andere naam aan: hij werd bekend als David Bowie.

## Discografie

### Albums
| Album met eventuele hitnotering(en) in de Nederlandse Album Top 100 | Datum van verschijnen | Datum van binnenkomst | Hoogste positie | Aantal weken | Opmerkingen |
| ------------------------------------------------------------------- | --------------------- | --------------------- | --------------- | ------------ | ----------- |
| The Monkees                                                         | 10 oktober 1966       | -                     |                 |              |             |
| More of the Monkees                                                 | 9 januari 1967        | -                     |                 |              |             |
| Headquarters                                                        | 22 mei 1967           | -                     |                 |              |             |
| Pisces, aquarius, capricorn & jones ltd.                            | 6 november 1967       | -                     |                 |              |             |
| The birds, the bees & the Monkees                                   | 22 april 1968         | -                     |                 |              |             |
| Head                                                                | 1 december 1968       | -                     |                 |              |             |
| Instant replay                                                      | 15 februari 1969      | -                     |                 |              |             |
| The Monkees present                                                 | 1 oktober 1969        | -                     |                 |              |             |
| Changes                                                             | juni 1970             | -                     |                 |              |             |
| Pool it!                                                            | augustus 1987         | -                     |                 |              |             |
| Justus                                                              | 15 oktober 1996       | -                     |                 |              |             |
| Good Times!                                                         | 27 mei 2016           | -                     |                 |              |             |

### Singles
| Single met eventuele hitnotering(en) in de Nederlandse Top 40 | Datum van verschijnen | Datum van binnenkomst | Hoogste positie | Aantal weken | Opmerkingen |
| ------------------------------------------------------------- | --------------------- | --------------------- | --------------- | ------------ | ----------- |
| Last train to Clarksville                                     | 16 augustus 1966      | 22 oktober 1966       | 12              | 11           |             |
| I'm a believer                                                | 21 november 1966      | 31 december 1966      | 1(3wk)          | 17           |             |
| A little bit me, a little bit you                             | 6 maart 1967          | 8 april 1967          | 6               | 9            |             |
| I wanna be free                                               | 1967                  | -                     |                 |              |             |
| Alternate title (Randy scouse git)                            | 1967                  | 5 augustus 1967       | 21              | 4            |             |
| Pleasant valley sunday                                        | 3 juli 1967           | 16 september 1967     | 40              | 1            |             |
| Daydream believer                                             | 30 oktober 1967       | 2 december 1967       | 4               | 12           |             |
| Valleri                                                       | 17 februari 1968      | 2 maart 1968          | tip1            | -            |             |
| Valleri                                                       | 1968                  | 6 april 1968          | 15              | 6            |             |
| D. W. washburn                                                | 27 mei 1968           | 6 juli 1968           | tip9            | -            |             |
| Mary, Mary                                                    | 1968                  | -                     |                 |              |             |
| Porpoise song                                                 | 23 september 1968     | -                     |                 |              |             |
| Tear drop city                                                | 1969                  | -                     |                 |              |             |
| Listen to the band                                            | 1969                  | -                     |                 |              |             |
| Daddy's song                                                  | 1969                  | -                     |                 |              |             |
| Good clean fun                                                | 1969                  | -                     |                 |              |             |
| Oh my my                                                      | 1970                  | -                     |                 |              |             |
| Do it in the name of love                                     | 1971                  | -                     |                 |              |             |
| Christmas is my time of year                                  | 1976                  | -                     |                 |              |             |
| Steam engine                                                  | 1984                  | -                     |                 |              |             |
| That was then, this is now                                    | 27 juni 1986          | -                     |                 |              |             |
| (Theme from) The Monkees                                      | 1986                  | -                     |                 |              |             |
| Daydream believer (remix)                                     | 1986                  | 6 december 1986       | tip13           | -            |             |
| Heart and soul                                                | 1987                  | -                     |                 |              |             |
| Every step of the way                                         | 1987                  | -                     |                 |              |             |

### NPO Radio 2 Top 2000
| Nummers met noteringen in de NPO Radio 2 Top 2000 | '99  | '00  | '01  | '02  | '03  | '04  | '05  | '06  | '07  | '08  | '09  | '10  | '11  | '12  | '13  | '14  | '15  | '16  | '17  | '18  | '19  | '20  | '21  | '22  | '23  |
| ------------------------------------------------- | ---- | ---- | ---- | ---- | ---- | ---- | ---- | ---- | ---- | ---- | ---- | ---- | ---- | ---- | ---- | ---- | ---- | ---- | ---- | ---- | ---- | ---- | ---- | ---- | ---- |
| A Little Bit Me, a Little Bit You                 | -    | 1917 | -    | -    | -    | -    | -    | -    | -    | -    | -    | -    | -    | -    | -    | -    | -    | -    | -    | -    | -    | -    | -    | -    | -    |
| Daydream Believer                                 | 1480 | 1248 | 906  | 1233 | 1150 | 1315 | 1472 | 1427 | 1682 | 1404 | 1268 | 1329 | 1497 | 1488 | 1306 | 1819 | 1951 | 1987 | 1983 | 1968 | 1725 | -    | -    | -    | -    |
| I'm a Believer                                    | 918  | 1719 | 1313 | 1508 | 817  | 755  | 1256 | 947  | 1278 | 1010 | 1194 | 1143 | 1191 | 1200 | 1222 | 1735 | 1584 | 1486 | 1607 | 1568 | 1565 | 1552 | 1548 | 1842 | 1809 |
| Last Train to Clarksville                         | 1803 | -    | -    | -    | -    | -    | -    | -    | -    | -    | -    | -    | -    | -    | -    | -    | -    | -    | -    | -    | -    | -    | -    | -    | -    |

1. ↑  Een '-' betekent dat het nummer niet was genoteerd en een vetgedrukt getal geeft de hoogste notering van een nummer aan.
2. ↑  Deze tabel is bijgewerkt tot en met de laatste editie (2024).